# طوطی‌نوک نیزاری
طوطی‌نوک نیزاری (نام علمی: Paradoxornis heudei) نام یک گونه از تیره سسکیان است.